# 克蘭威廉

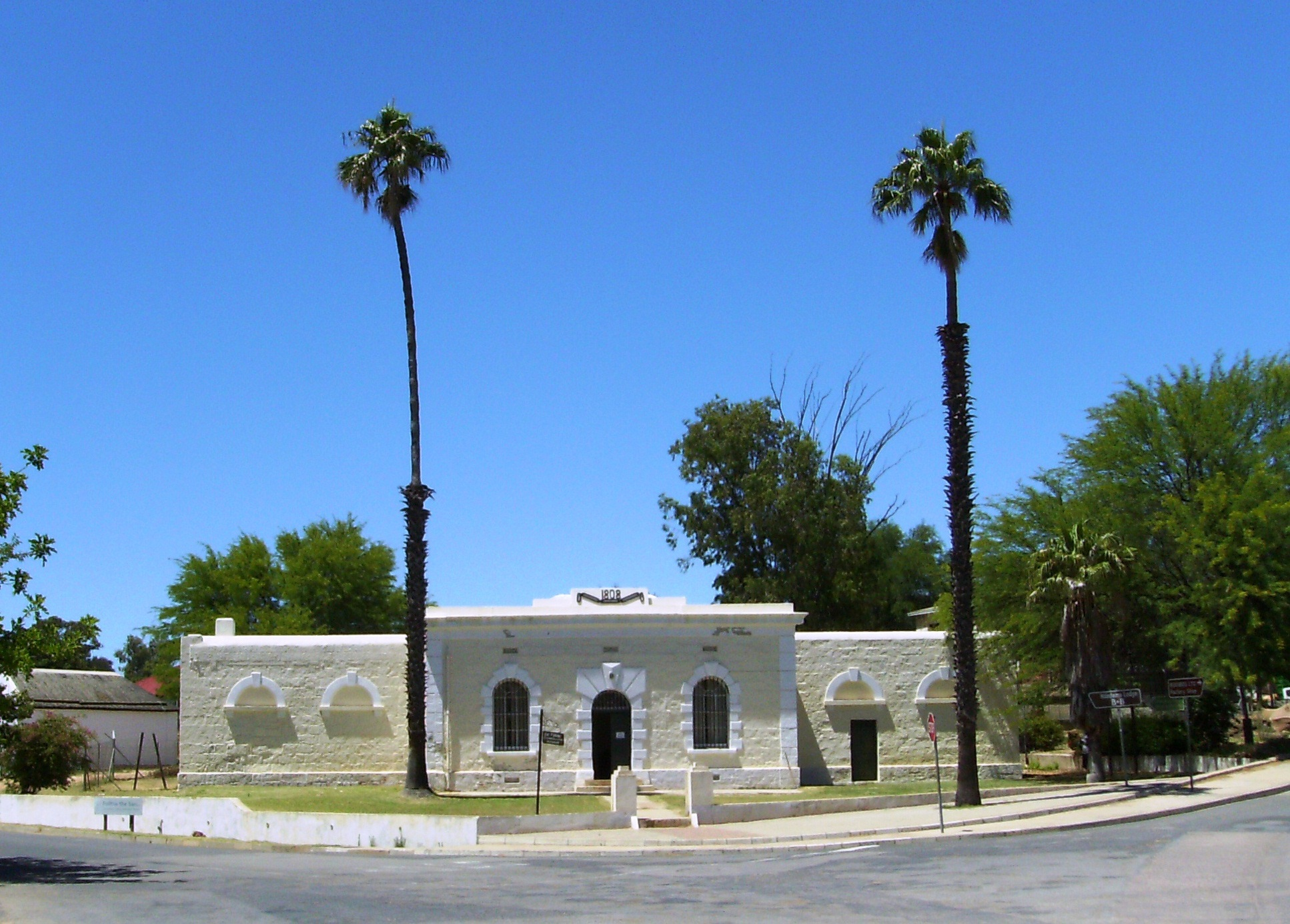
克蘭威廉

克蘭威廉（英語：Clanwilliam）是南非的城鎮，位於該國西南部，由西開普省負責管轄，距離開普敦230公里，始建於1806年，面積19.99平方公里，海拔高度100米，2001年人口6,089，人口密度每平方公里約300人。

## 外部連結
- Clanwilliam website （页面存档备份，存于）
- Clanwilliam Dam （页面存档备份，存于）